# Anna Maria Mengs

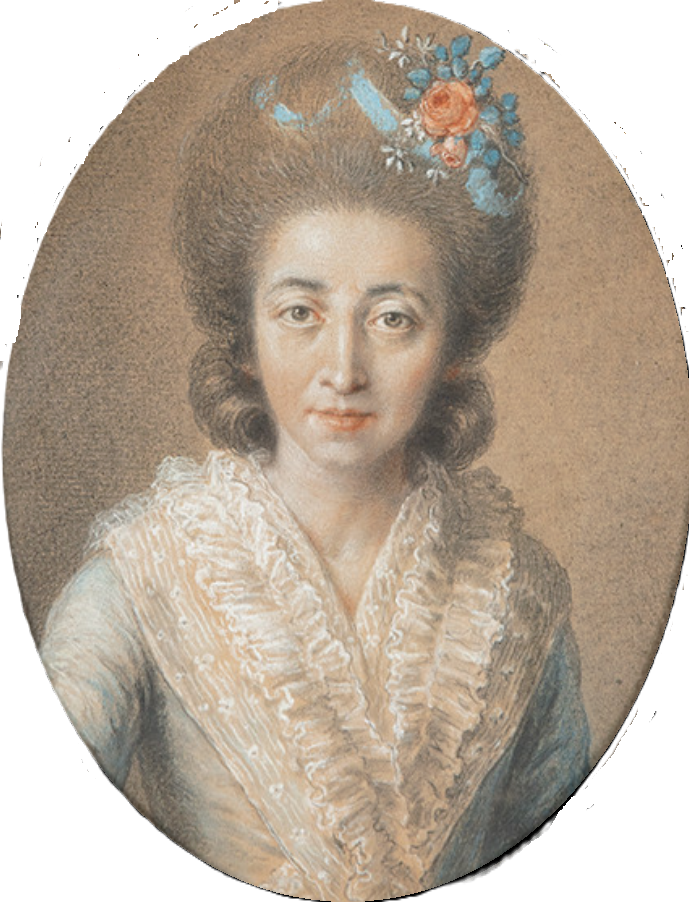
Anna Maria Mengs, zwischen 1769 und 1779

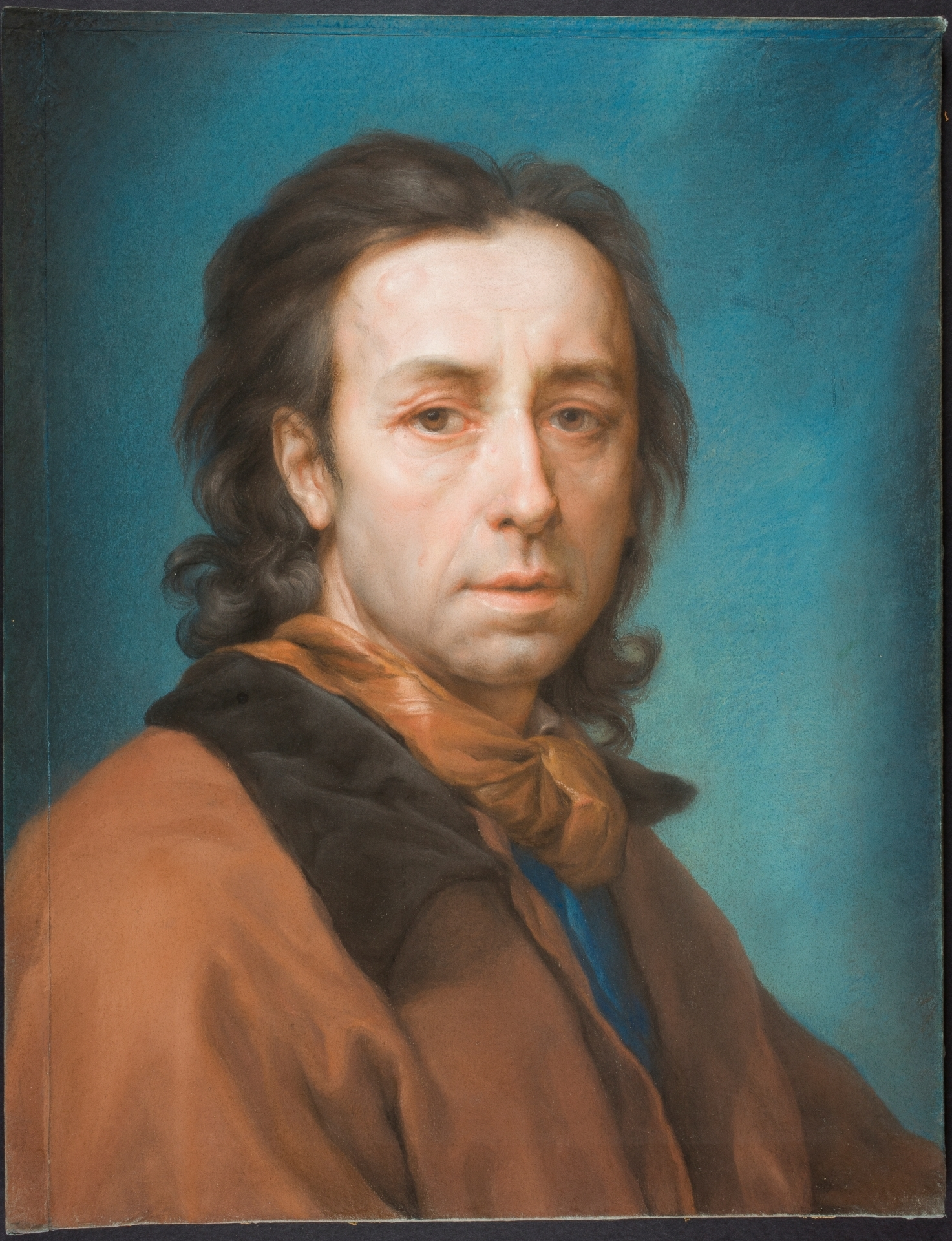
Gemälde, das Anna Maria Mengs von ihrem Vater anfertigte

Anna Maria Mengs, ab 1777 Anna Maria Carmona (* 1751 in Dresden; † 29. Oktober 1792 in Madrid), war eine deutsche Malerin, die in erster Linie für ihre Porträts bekannt wurde.

## Leben und Werk
Anna Maria Mengs war Tochter des Malers Anton Raphael Mengs und dessen Frau Margarita Guazzi. Von ihrem Vater erlernte sie die Malerei. 1777 heiratete sie den spanischen Kupferstecher Manuel Salvador Carmona (1734–1820).
Ein Jahr nach ihrem Tod wurde sie von der Akademie von San Fernando mit einer Ausstellung ihrer Werke geehrt. 1800 würdigte sie Juan Agustín Ceán Bermúdez in seinem Diccionario histórico de los más ilustres profesores de las Bellas Artes en España dafür, dass sie „geschmackvolle und intelligente Miniaturen und Pastellmalerei gemalt habe“.